# Teridòmids
Els teridòmids (Theridomyidae) són una família extinta de rosegadors. Visqueren a Europa, incloent-hi els Països Catalans, fa entre 40,4 i 13,65 milions d'anys (des de l'Eocè al Miocè).
El seu tàxon germà és Pseudosciuridae.
Eren animals herbívors que vivien dins dels sòls, per això la seva presència fòssil i la seva evolució gradual a escala geològica de milions d'anys i per sota(com també els animals de les famílies Gliridae i Murinae) s'utilitza per poder datar els estrats geològics.